# كفرا (نبطية)
كفرا هي إحدى المزارع اللبنانية من قرى قضاء النبطية في محافظة النبطية.